# Torymus fractiosus
Torymus fractiosus är en stekelart som beskrevs av Graham och Gijswijt 1998. Torymus fractiosus ingår i släktet Torymus och familjen gallglanssteklar. Inga underarter finns listade i Catalogue of Life.